# Troisième circonscription de Lemo
La troisième circonscription de Lemo est une des 121 circonscriptions législatives de l'État fédéré des nations, nationalités et peuples du Sud, elle se situe dans la Zone Hadiya. Sa représentante de 2005 à 2009 est Fikiya Awole Hassen.